# Никшич (община)
Никшич (сербохорв. Opština Nikšić, серб. Општина Никшић) — община в Черногории.
Расположена в центральном и северо-западном регионе Черногории. Административный центр общины — город Никшич.
Площадь составляет 2065 км² (это самая большая по площади община в стране, занимает 15 % территории Черногории). В её составе 129 населённых пунктов.

## Население
В 2019 году численность населения составляла 69 203 человек. По переписи 2011 года здесь проживало 72 443 человека. Население, в основном, состояло из черногорцев, которых насчитывалось 46 149 (63,70 %), и сербов, в количестве 18 334 (25,31 %), остальные принадлежали к другим этническим группам (3114 чел., 4,30 %) и незадекларированные (4846 чел., 6,67 %). В общине проживают другие более мелкие группы населения, в том числе ромы, албанцы и боснийцы. По языку: 43,75 % говорили на черногорском, 42,44 % — на сербском. По религиозной принадлежности преобладало восточное православие (91,38 %).
| Год  | Численность | Численность |
| ---- | ----------- | ----------- |
| 2011 | 72 443      |             |

## Галерея

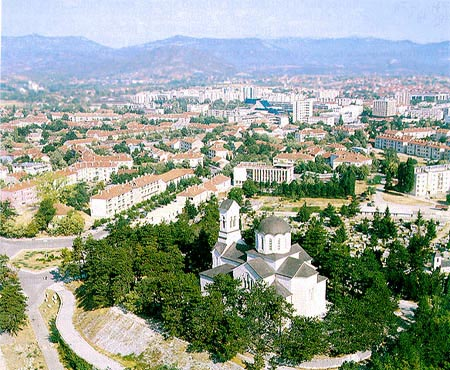
Административный центр общины город Никшич
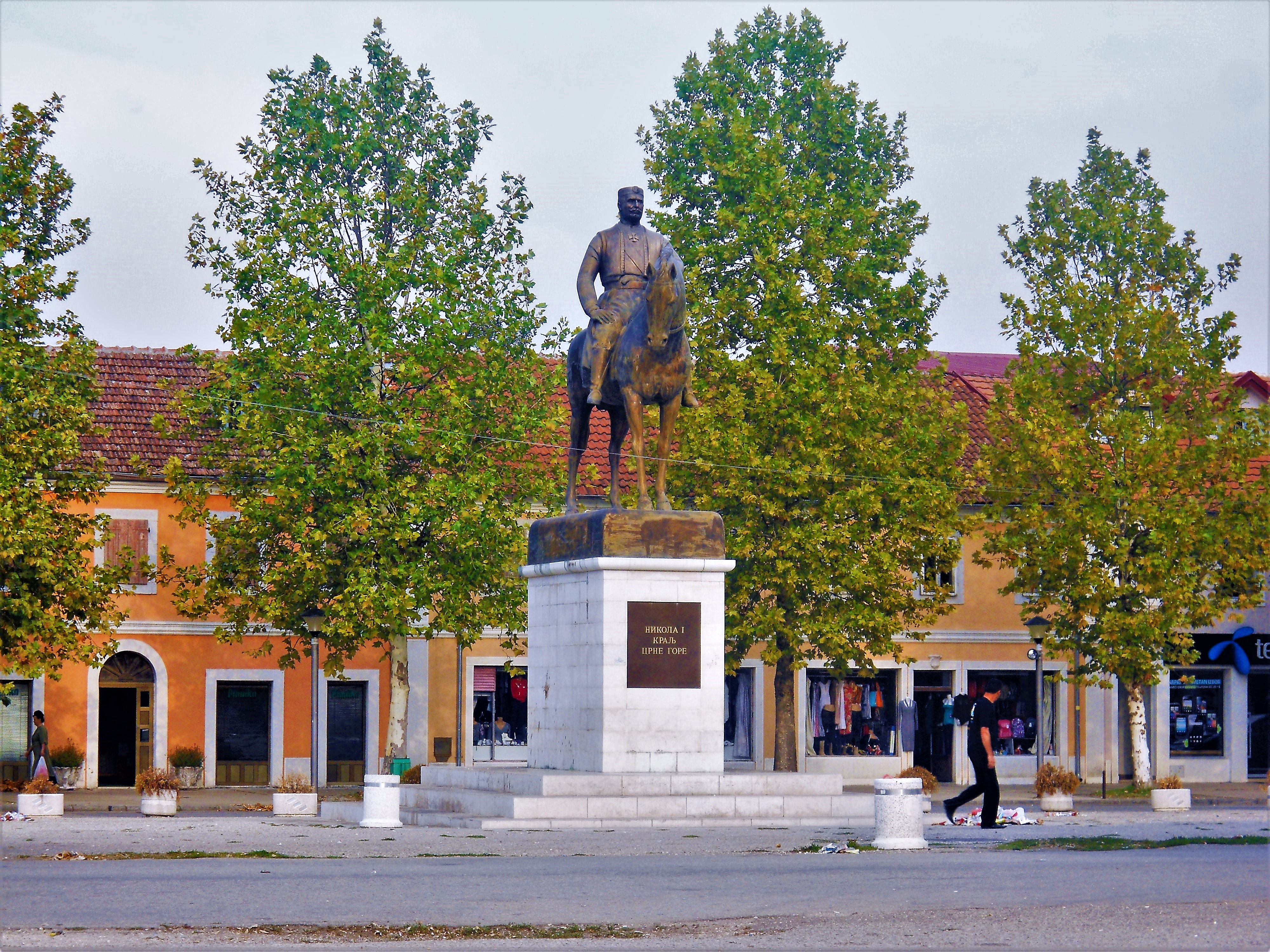
Площадь Свободы, Никшич
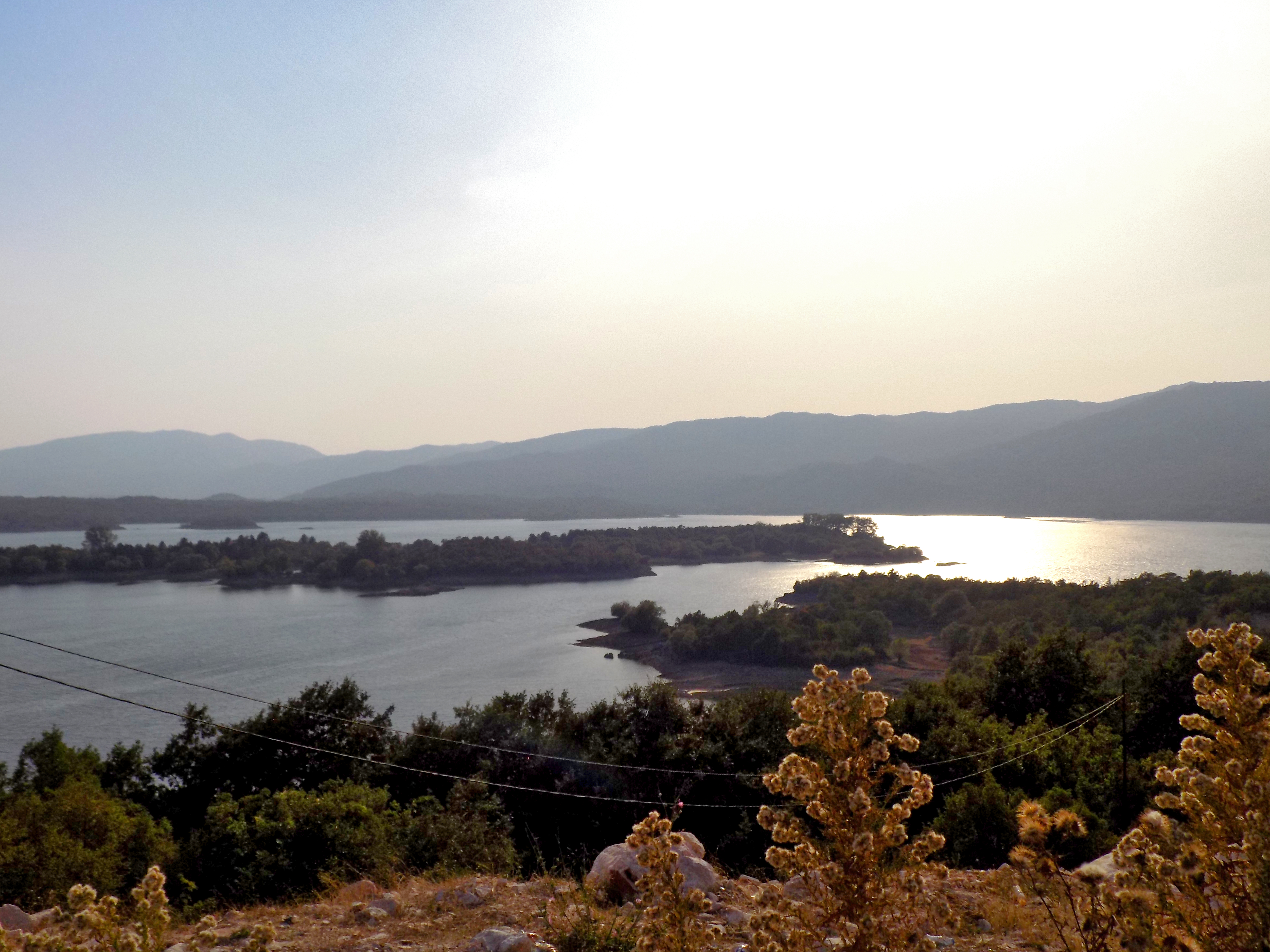
Озеро Крупац недалеко от Никшича
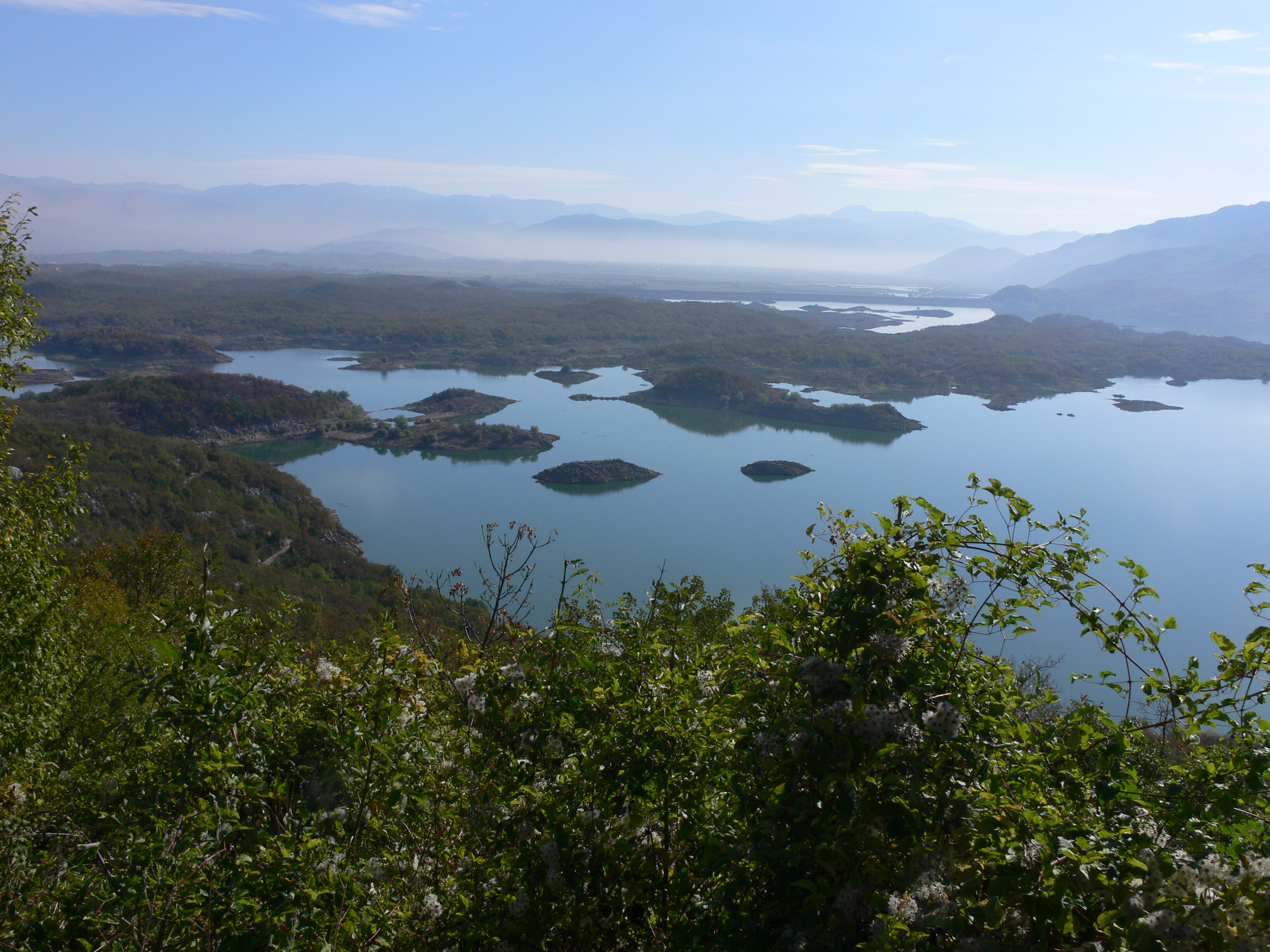
Озеро Сланско возле Никшича
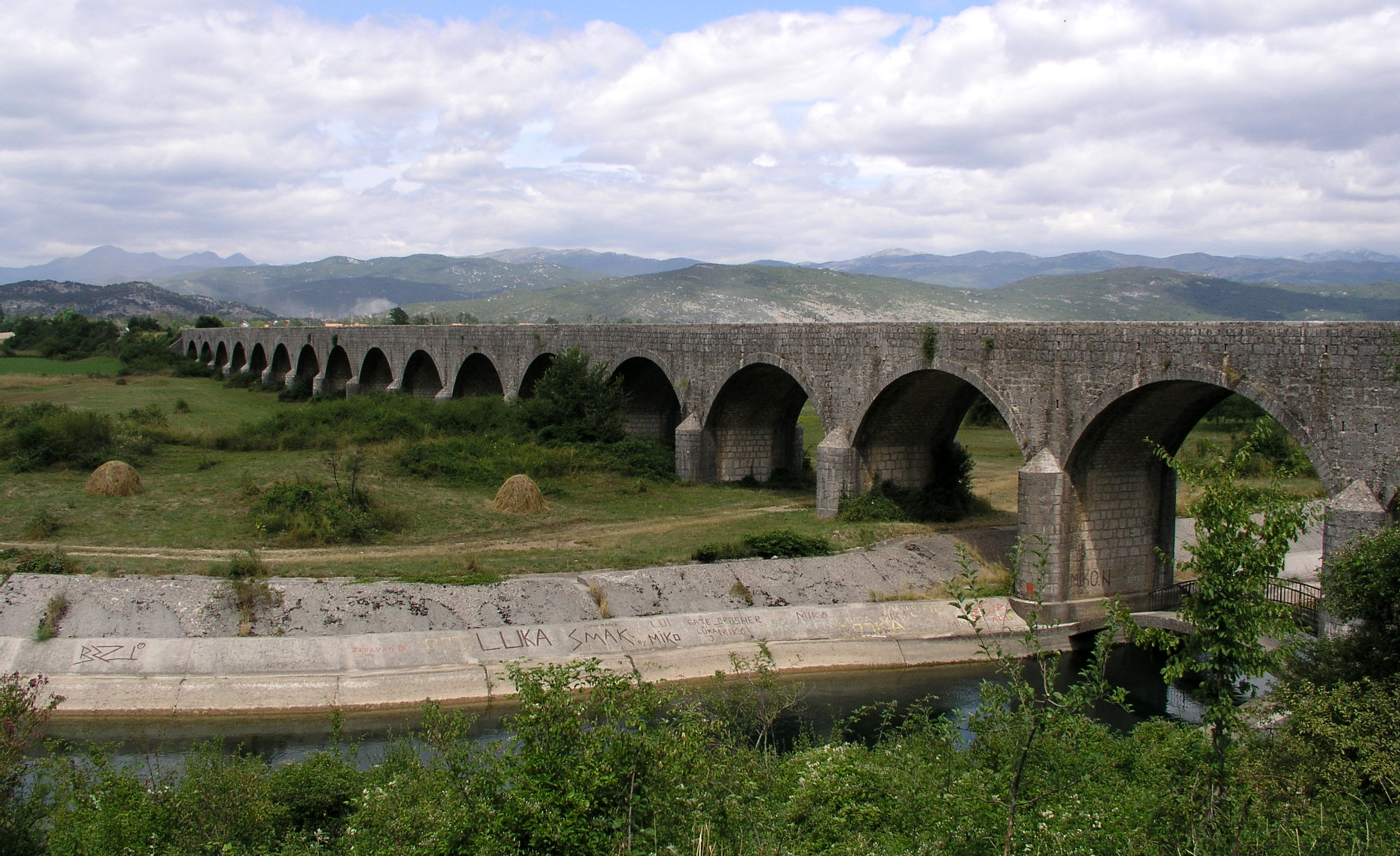
Царев мост на р. Зета
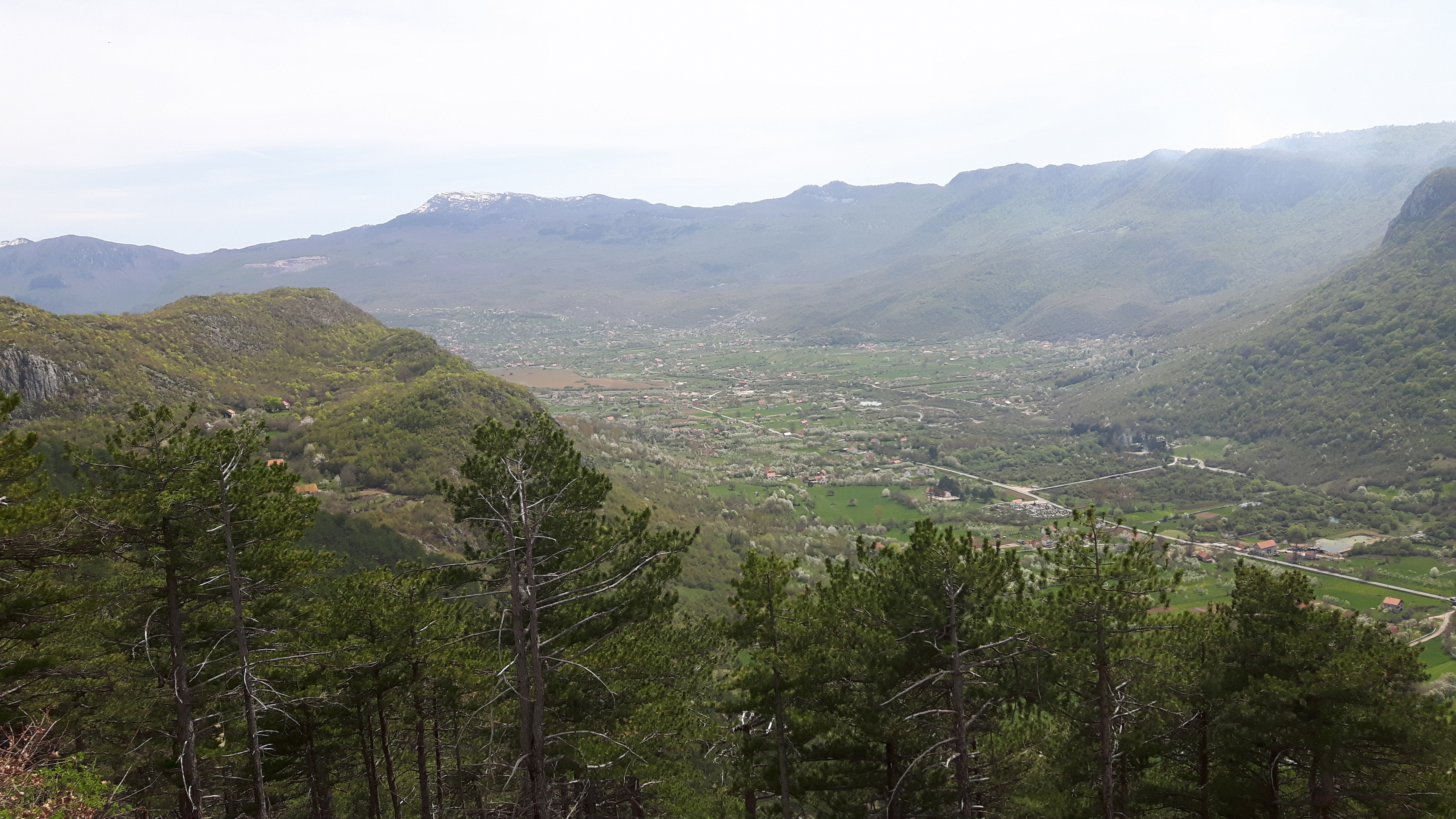
Долина Чупа-Никшичка
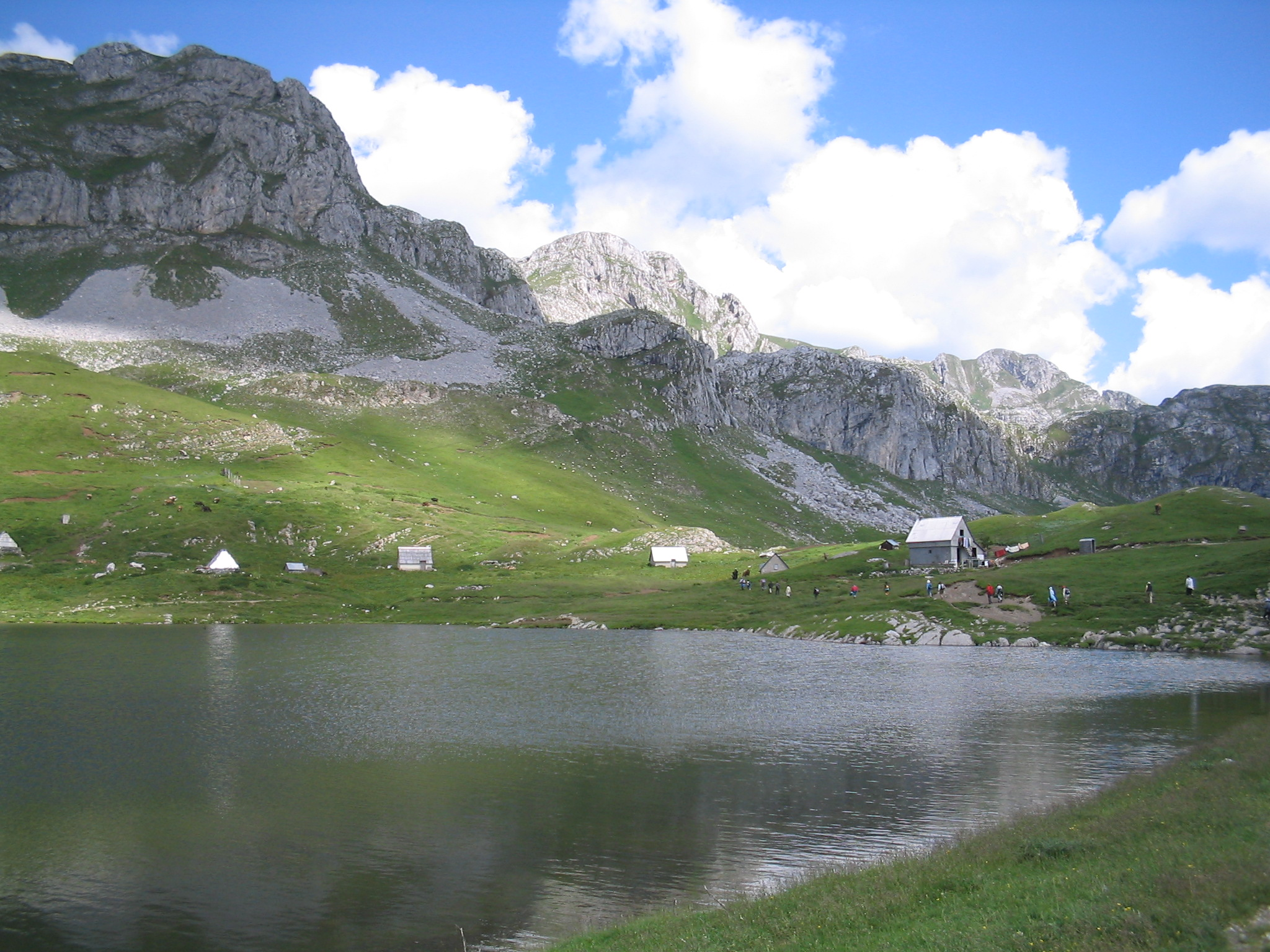
Озеро Капетаново
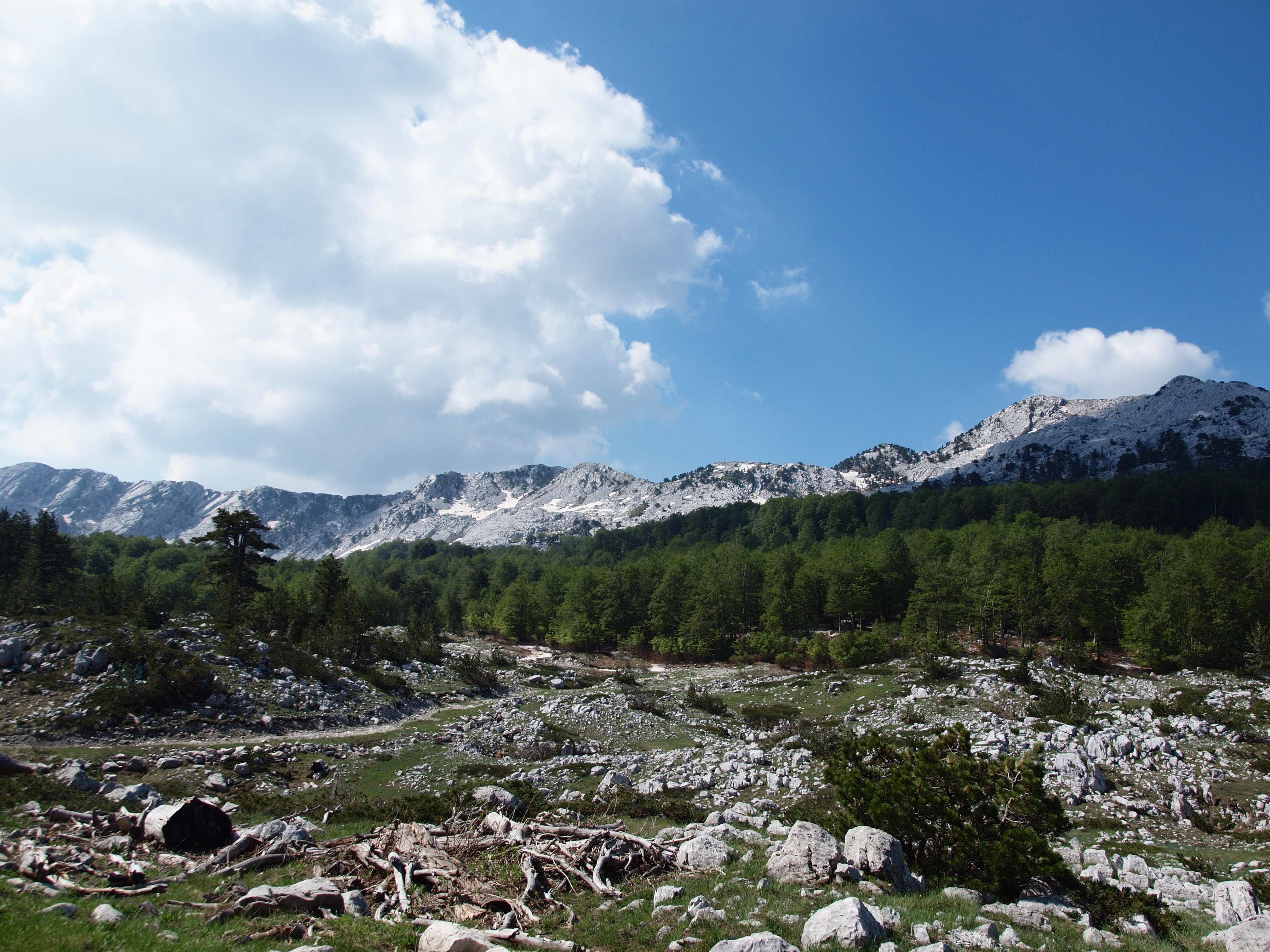
Биела-Гора